# 9K114 Chtourm
Le chtourm (en russe : 9К114 «Штурм»; ce qui signifie littéralement « assaut ») est un missile antichar soviétique de troisième génération entré en service en 1976, son code OTAN est AT-6 Spiral.
Le missile est utilisé par des hélicoptères de combat soviétiques Mil, mais aussi sur certains véhicules terrestres blindés comme le 9P149.
Le missile est de type SACLOS (Semi-automatic command to line of sight), cela signifie que le tireur doit guider le missile jusqu'à l'impact en gardant l'organe de visée sur la cible. Le poste de tir calcule en temps réel les corrections et les envoie au missile par radio.

## Variantes
- - 9M114 Kokon / AT-6 Spiral Entrée en service en 1976.
  - 9M114V Chtourm-V – Version d'attaque au sol pour hélicoptère.
  - 9M114 Chtourm / AT-6A Spiral SACLOS.
    - 9M114M Version à charge creuse .
    - 9M114F Version à charge thermobarique.

  - 9M114M1 Chtourm / AT-6B Spiral SACLOS, plus lourde (7.4 kg) pénètre environ 600–650 mm, portée étendue 6 km.
  - 9M114M2 Chtourm / AT-6C Spiral SACLOS, portée étendue 7 km.
  - 9M120 Chtourm-VM / AT-9 Spiral-2 – 9M120 Ataka-V.